# Aizen Myō-ō

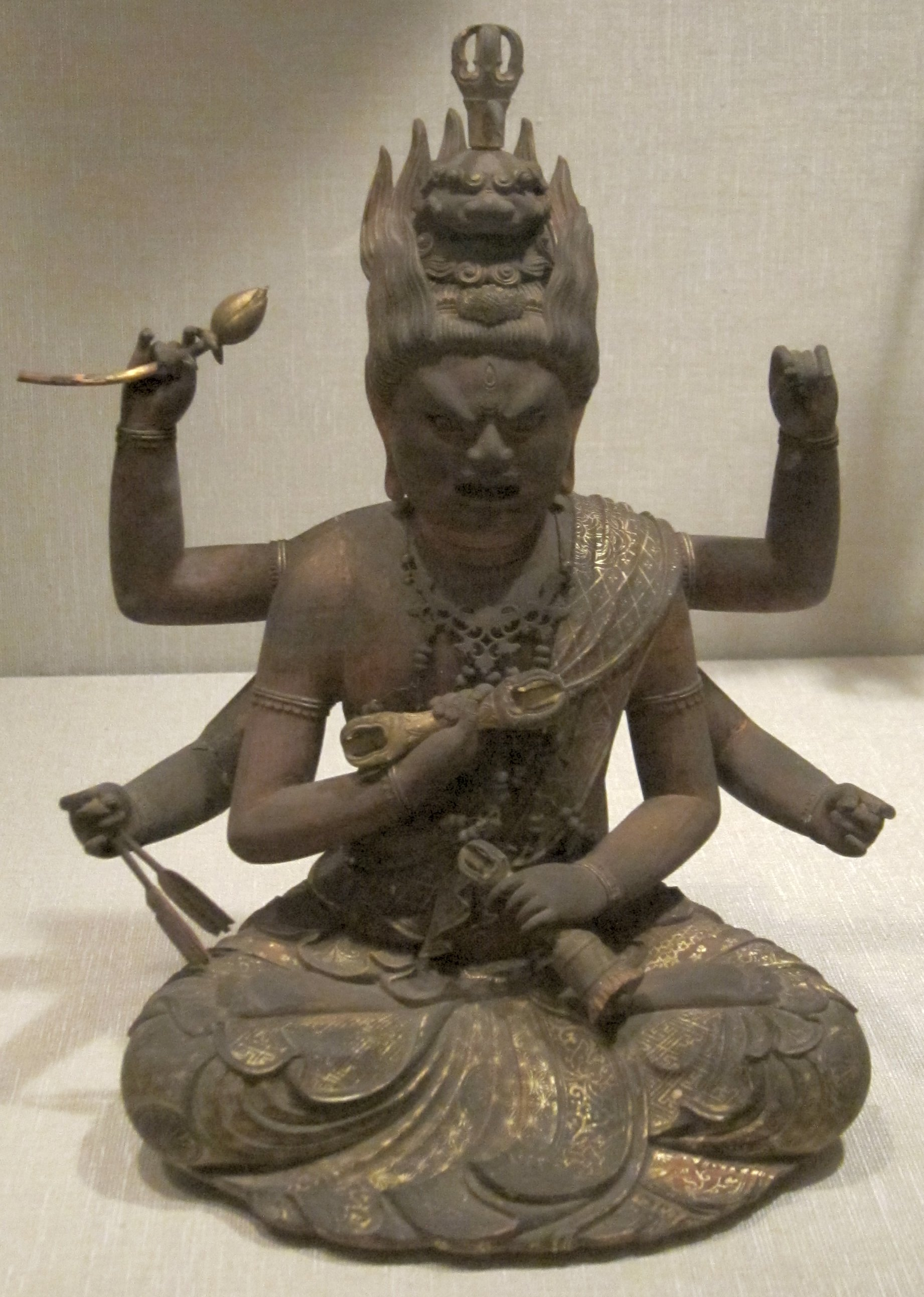
Aizen Myō-ō

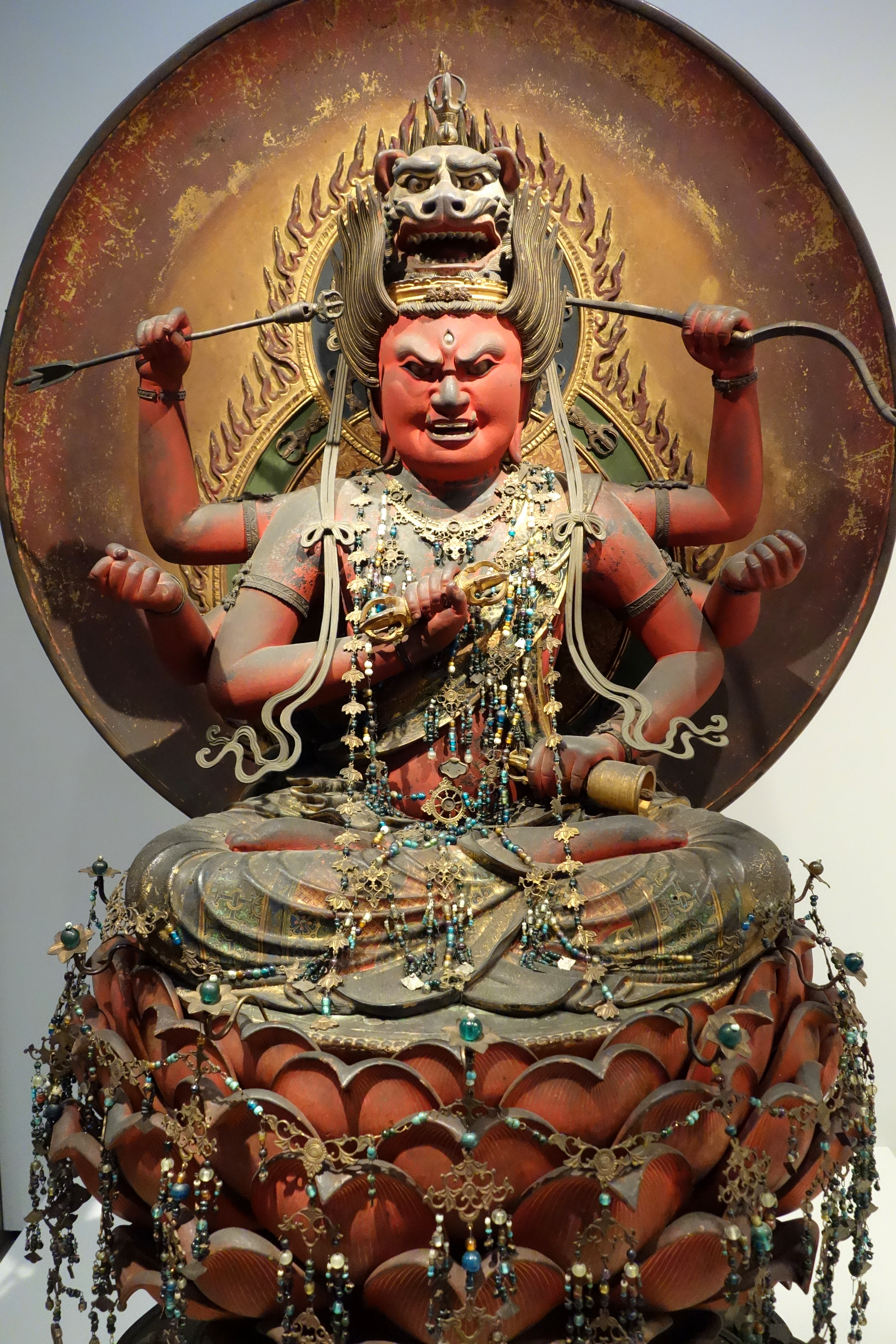
Museo Nacional de Tokio

Aizen Myō-ō (愛染明王?), también llamado Rāgarāja, es una divinidad budista Mahayana proveniente de las tradiciones vajrayana. Es especialmente venerado en las ramas Shingon y Tendai del budismo japonés, así como en las escuelas Tángmì y Mìzōng del budismo esotérico chino.

## Nomenclatura
Aizen Myō-ō es una personificación de la transformación de la lujuria y el amor en el despertar espiritual. Originalmente una deidad hindú, Rāgarāja fue adaptado al budismo Mahayana. Cuando alcanzó China durante la dinastía Tang, su nombre en sánscrito fue traducido a Àirǎn Míngwáng ("Rey de la Sabiduría Teñido de Lujuria"), mientras que en japonés, se escribió con los mismos kanjis pero pronunciado como Aizen Myō'ō.
El mantra de Aizen Myō-ō es:
「おん　まかあらぎゃ　ばさら　うしゅにしゃ　ばさらさたば　じゃうんばんこ」
(on makaaragya basara ushunisha basarasataba jaunbanko).

## Representación

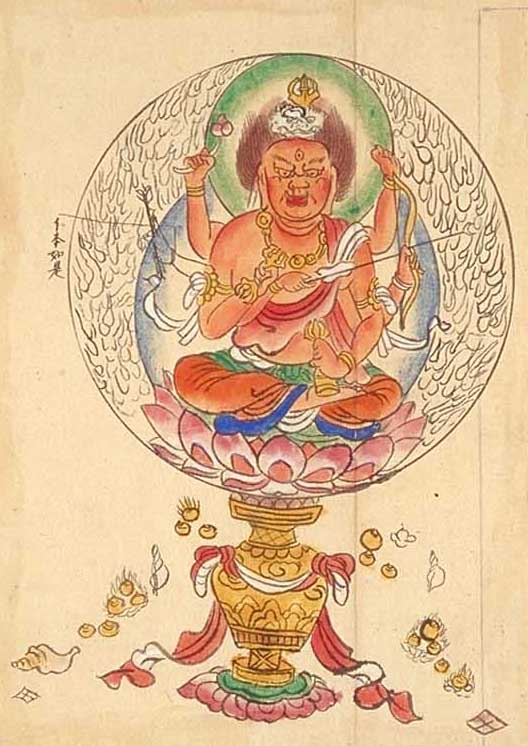
Aizen Myo'o (Ragaraja) descrito en "Zuzōshō" (図像抄), un comentario budista compilado en 1139 durante el período Heian en Japón.

Aizen Myō-ō es un vidyaraja, uno de los Myō-ō y los Ocho Reyes de la Sabiduría. Hay cuatro mandalas diferentes asociados con él: el primero lo asocia con 37 asistentes deva, el segundo con 17, y los otros dos son casos especiales, uno hecho por Chisho Daishi, cuarto patriarca de la secta Tendai, el último siendo un Shiki mandala que representa las deidades usando las sílabas de su mantra dibujadas en bonji.
Es representado como un hombre de piel rojiza oscura de terrorífica apariencia, con pelo largo y llameante que simboliza la pasión y la lujuria, usualmente con una cabeza de león sobre él, símbolo de la supresión. Además, suele tener un tercer ojo colocado verticalmente entre los suyos. Su forma más común tiene seis brazos, y éstos sostienen una campana, un vajra, una flor de loto sin abrir, un arco, flechas, y una mano cerrada sobre algo oculto, que según se dice sólo avanzados practicantes esotéricos saben qué es.
De acuerdo con el "Yogins Sutra", un trabajo atribuido al patriarca budista Vajrabodhi, Aizen Myō-ō representa el estado en el que la excitación sexual es canalizada hacia la iluminación, y en el que el amor apasionado es convertido en suprema misericordia por todos los seres vivientes.
Aizen Myō-ō es similar al dakini Kurukulle en el budismo tibetano.